# Judith Bordas
Judith Bordas, née le 3 mai 1984, est une dramaturge, plasticienne et réalisatrice de documentaires et créations sonores française.

## Biographie
Judith Bordas est née en 1984,. Elle étudie l'écriture dramatique à l'École nationale supérieure des arts et techniques du théâtre (ENSATT) de Lyon.
Elle produit des créations sonores et essais radiophoniques pour France Culture en France, la RTBF en Belgique et la RTS en Suisse.
En 2018, avec Traverser les forêts, réalisé par Annabelle Brouard, elle interroge la place des femmes dans l'espace public,. Diffusée dans Création on air, sur France Culture, la création est récompensée par le prix Grandes ondes du festival Longueur d'ondes de Brest 2019, le prix de l’œuvre sonore de l'année de la Société civile des auteurs multimédia (SCAM) et le prix du public de Phonurgia Nova Awards,,.
En 2020, elle écrit et Fugueuses, histoires des femmes qui voulaient partir qu'elle met en scène avec Annabelle Brouard.
En 2022, Judith Bordas écrit et réalise avec Annabelle Brouard le documentaire sonore Par elles-mêmes, une immersion d'une année dans un foyer de l'aide sociale à l'enfance de Lyon,.

## Publications
- Steiner, Samaël, 1984- ... et Impr. Scanlor), Seul le bleu reste, Éditions le Citron gare, dl 2016 (ISBN 978-2-9543831-7-0 et 2-9543831-7-8, OCLC 957664560, lire en ligne)
- Tirandaz, Laura, 1982- ... et Impr. AEncrages & Co), Sillons, AEncrages & Co, dl 2017 (ISBN 978-2-35439-085-3 et 2-35439-085-8, OCLC 1005731210, lire en ligne)

## Distinctions reçues
- 2019 : prix de l’œuvre sonore de la Scam[7]
- 2019 : prix Grandes ondes du festival Longueur d'ondes de Brest[12],[6]
- 2019 : prix du public du festival Phonurgia Nova[8]